# 763 (numero)
Settecentosessantatré (763) è il numero naturale dopo il 762 e prima del 764.

## Proprietà matematiche
- È un numero dispari.
- È un numero composto, con 4 divisori: 1, 7, 109, 763. Poiché la somma dei suoi divisori (escluso il numero stesso) è 117 < 763, è un numero difettivo.
- È un numero semiprimo.
- È un numero intero privo di quadrati.
- È un numero malvagio.
- È un numero felice.
- È parte delle terne pitagoriche (420, 637, 763), (763, 2616, 2725), (763, 5916, 5965), (763, 41580, 41587), (763, 291084, 291085).

## Astronomia
- 763 Cupido è un asteroide della fascia principale del sistema solare.
- NGC 763 è una galassia spirale della costellazione della balena.

## Astronautica
- Cosmos 763 è un satellite artificiale russo.

## Altri ambiti
- La E763 è una strada europea della Serbia e Montenegro.